# György Balaskó
György Balaskó (* 11. Februar 1942) ist ein ehemaliger ungarischer Radrennfahrer.

## Sportliche Laufbahn
Balaskó gewann das Etappenrennen Mecsek-Cup 1963 und 1965, 1964 kam er auf der 3. Platz. 1967 gewann er das Rennen Wien–Budapest–Bratislava. In der Ungarn-Rundfahrt 1965 wurde er Zweiter hinter László Mahó.
Die Internationale Friedensfahrt fuhr er viermal. 1964 wurde er 53., 1966 36. und 1967 42., 1963 war er ausgeschieden. Balaskó fuhr 1964 die Bulgarien-Rundfahrt und schied aus.